# آرامستان مسیحیان کرمانشاه
قبرستان مسیحیان کرمانشاه گورستانی متعلق به مسیحیان ارمنی و آشوری با قدمت بسیار است که در شهر کرمانشاه واقع شده و در دست تخریب قرار گرفته‌است.

## تخریب قبرستان مسیحیان کرمانشاه
تخریب قبرستان مسیحیان کرمانشاه واقعه‌ای است که در خرداد ماه ۱۳۹۶ به وقوع پیوسته‌است. این مجموعه گورستان متعلق به ارامنه و قبرستان مسیحیان است که تخریب آن با آبیاری زمین‌های قبرستان توسط شهرداری کرمانشاه صورت می‌گیرد.
بخش‌های وسیعی از این قبرستان در سال‌های گذشته توسط شهرداری تصاحب شده و به فروش رفته و در آن ساختمان‌سازی صورت گرفته‌است در نتیجه از آن قبرستان وسیع یک بخش کوچک باقیمانده است که آن نیز در حال تخریب است.

## پیشینه
تا پیش از انقلاب اسلامی در ایران، مسیحیان بسیاری در کرمانشاه می‌زیستند. دو کلیسای بزرگ یکی متعلق به آشوریان با نام کلیسای پنطی کاستی در خیابان شریعتی، و دیگری با نام کلیسای قلب مقدس مسیح متعلق به ارمنیان در خیابان مدرس عبادتگاه‌های مسیحیان کرمانشاه بود بود. یکی از دو کلیسای ارمنیان کرمانشاه در سال ۱۳۸۰ تخریب شد.
خاکسپاری مردگان جامعۀ مسیحی کرمانشاه در این قبرستان تا ابتدای انقلاب صورت می‌گرفت. پس از آن اجازۀ خاکسپاری مردگان از آنان گرفته شد و بقایای گورستان در معرض نابودی قرار گرفت. از آن به بعد مسیحیان کرمانشاه مردگان خود را در گورستان روستای پیشتر مسیحی‌نشین استدآباد دفن می‌کنند.

## وقایع مرتبط
تخریب گورستان‌های متعلق به مسیحیان در ایران بارها اتفاق افتاده‌است. موارد مشابه زیر نمونه‌هایی از تخریب گورستان‌های مسیحیان در سال‌های گذشته‌است:
- تخریب گورستان مسیحیان اهواز و سرقت صلیب‌های قبرستان ارامنه و لهستانی‌های این شهر[۳]
- تخریب گورستان مسیحیان بوشهر در منطقهُ بهمنی[۴]
- تخریب کامل یک قبرستان قدیمی مسیحیان با قدمت ۲۰۰ سال در منطقهٔ قلعه دختر کرمان. این در سال ۱۳۸۷ جز آثار ملی ثبت شده بود و می‌باید تحت حفاظت و مرمت قرار می‌گرفت.
- گورستان کاتولیک لهستانی‌های تهران که پس از جنگ جهانی دوم مدفن صدها افسر و سرباز لهستانی و پزشکان دربار رضاشاه و بسیاری از هنرمندان ارمنی و کاتولیک و پروتستان است، نیز در حال تخریب است.
- جابجایی قبرهای گورستان بین‌المللی مسیحیان پروتستان در تهران در سال ۱۳۹۰ به خاطر تعریض جاده قم.[۵]